# 豪中関係
豪中関係（ごうちゅうかんけい）では、オーストラリアと中華人民共和国の外交関係を扱う。

## 20世紀まで
- 1850年代にビクトリア植民地で金鉱が発見されると、瞬く間にゴールドラッシュが発生。海外から多くの労働者、特に中国人労働者は1850年代だけでも3万人を越える数が押し寄せた。当時、人口が200万人に達していなかったオーストラリア大陸で中国系住民が増加することは、イギリス出身者による政府運営を目指す人々には問題視される出来事であり、各地の植民地政府は上陸税を課すなどして中国人労働者の上陸を阻止するなど軋轢が生じた。後に編集された『オーストラリア連邦年鑑』によれば、それでも1881年のオーストラリア全土の中国系住民の人口は約38500人を数えている。しかし、1901年にオーストラリアが独立して白人の価値観を中心とした白豪主義政策が実施されると、中国人労働者の数は減少していった[1]。

## 21世紀

### 2007年
- 2007年12月、労働党のケビン・ラッドが首相に就任。ラッドは中国語に堪能な上に、北京に外交官として滞在した経験を有する中国通で、歴史的にアメリカ合衆国に大きく依存していたオーストラリアの外交方針が中国寄りになる転機となった[2]。ただし、ラッドは翌年の訪中時に、北京大学で中国のチベット政策に批判的な講演を行う[3]など一線を引いていた。

### 2009年
- 2009年7月、中国国家機密保護局は、オーストラリアに拠点とする鉱業分野の大手企業リオ・ティントの社員4人を拘束。6年間にわたって関係者に賄賂を贈り産業スパイ行為を働いたとして非難[4]。翌年、社員は産業スパイ罪で懲役7 - 14年の判決を受けた[5]。

- 2009年8月、メルボルン国際映画祭が世界ウイグル会議のラビア・カーディル議長（アメリカへ亡命中）を招待し、議長を描いた記録映画を上映[6]。別に招待を受けていた中国人監督らが映画祭のボイコットを行った[7]。

### 2012年
- 2012年、オーストラリア政府は、投資家用ビザ制度を改定。海外の投資家が500万ドルを指定された投資先に一定期間投資すれば、オーストラリア国内に居住権が得られるようになった。このビザ制度を利用して中国人富裕層のオーストラリア移住が加速した。元々オーストラリア国内に居住していた中国系住民も加えると、2016年の国勢調査時点で中国系豪州人は121万3903人、人口の3.9%を占めるようになった[8]。

### 2014年
- 2014年11月、習近平国家主席（党総書記）がオーストラリアを訪問。アボット首相と会談したほか、議会で両国の経済的連携の重要性を強調。両国関係を「包括的な戦略的パートナーシップ」に引き上げることを発表した[9]。

### 2015年
- 2015年6月17日、オーストラリアと中国はFTA（豪中自由貿易協定）に調印。このFTAによりオーストラリアは5年以内に全ての商品、中国は最長15年で96.8％の商品の関税を撤廃することとなった[10]。
- 2015年、北部準州政府は中国企業の嵐橋集団との間でダーウィン港のリース契約を締結。契約期間は2114年までの99年間で、契約額は約5億豪ドル[11]。

### 2016年
- 2016年4月、前年の自由貿易協定の発効を受けてマルコム・ターンブル首相が訪中。経済界などを中心に1000人以上の代表団が同行した[12]。

### 2017年
- 2017年6月、オーストラリアの2大政党である自由党と労働党が中国共産党とつながりをもつ実業家2人から、それぞれ約10年間にわたり巨額の献金を受け取っていたことが明らかになった[13]。オーストラリアの情報機関は、中国が実業家2人を介し、オーストラリアの政治献金制度を用いて政府や議会に介入していると懸念を表明、政治家らに警告を行っていた[14]。

- 2017年、野党・労働党のサム･ダスティヤリ上院議員が、中国人実業家から資金援助をうけ、南シナ海の領有権問題で中国寄りの発言をしていたことが判明。同年中に上院議員は辞職した[15]。同年12月、マルコム・ターンブル政権は、外国人による政治献金を禁じる法案を提出（翌年可決）。外国人の政治介入を制限する方向を打ち出したが、中国政府がこれを敵視政策だとして反発した[16]。

### 2018年
- 2018年4月、前年からの動きを受け、中国政府はターンブル首相を含む、オーストラリア政府関係者に対してビザ発給を停止することを発表[17]。成競業・駐オーストラリア大使は、オーストラリアのメディアの取材で「中国に無責任かつ否定的な発言が目立つようになった」とオーストラリア側の政治的な動きを批判。「望ましくない影響が出るかもしれない」と貿易への影響を示唆した。また、同年5月、アルゼンチンで開かれたG20地域外相会合に合わせて王毅中国外相とビショップ豪外相が会談。中国側は「豪州側の原因によって両国関係は困難に直面している。関係改善したいなら色眼鏡を外して中国の発展を見てほしい」と申し入れが行われた[18]。

### 2019年
- 日本のキリンホールディングスは、傘下ライオンネイサンの乳飲料事業を中国の蒙牛乳業に6億豪ドルで売却する契約を締結。しかしオーストラリア政府が売却に反対する方針を示したため買収契約は実現できなかった。フライデンバーグ財務相は蒙牛乳業に対し「提案された買収は国益に反する」と伝えていた[19]。
- オーストラリアの報道機関は、香港と台湾、オーストラリアで中国のスパイ活動に関わっていた男性がオーストラリアへの亡命を申請し、中国の政治干渉活動に関する情報をオーストラリアに提供したと報道した[20]。一方、中国系メディアは、オーストラリア治安当局が男性を早々に「取るに足らない人物」と判断していたとして一連の報道を非難した[21]。
- オーストラリアのテレビ局は、中国の情報機関が総選挙に中国系男性（その後死亡）をメルボルン郊外の選挙区から立候補させようとしていたと報道した。オーストラリアの治安情報局は、報道を受けて候補擁立疑惑を捜査していると明かし「敵対的な外国の情報活動は、我々の国と安全保障に脅威をもたらしている」と表明した[22]。

### 2020年
- 2020年、2019新型コロナウイルスの感染拡大が懸念されるようになると、同年4月、スコット・モリソン首相や外相が、感染が最初に拡大した中国における初期対応などの検証作業が必要だと主張。中国側はこれに激しく反発して、同年5月にオーストラリア産牛肉の大幅な輸入制限[23]や、大麦への追加関税措置、国民に向けオーストラリアへの渡航自粛を要請するなどの措置を打ち出した[24]。同年12月、オーストラリアは大麦の関税措置について、WTOに紛争解決手続きの申し立てを行うことを発表した[25]

- 2020年6月、オーストラリア政府は、海外からの投資の一部を制限する目的で外国投資法を改定。外国人が安全保障に関わる分野の事業を買収する案件については、外国投資審査委員会が規模にかかわらず精査することが示された。このため、金鉱山の買収などを計画していた中国企業が撤退するなどの影響が見られた[26]。

- 2020年8月23日、オーストラリア政府は次世代通信規格（5G）を使ったネットワークへの参入条件を厳格化。名指しはしないものの中国の通信機器大手ファーウェイのオーストラリア国内での展開を制限させるものとなった[27]。

- 2020年11月、中国はオーストラリア産ワインの輸入に対して反ダンピング課税に向けた保証金の徴収（輸入額の最大212.1%の保証金を税関に納める）を開始[28]。さらに12月には同ワインが政府の補助金を受けて安く輸出され、中国企業に損害を与えているとして、関税を11月の保証金に上乗せして課すことを発表した[29]。

### 2021年
- 2021年4月21日、オーストラリア政府は、2018年以降にビクトリア州が中国と独自に締結した一帯一路に関連する協定2件を破棄することを発表した[30]。
- 2021年6月19日、オーストラリア政府は、中国が2020年に導入した豪州産ワインに対する高率関税は不当であるとして、世界貿易機関に提訴することを発表した[31]。
- 2021年9月16日、中国は環太平洋パートナーシップ協定（TPP）への参加を申請。翌17日、オーストラリアのテハン貿易相は、2国間で「解決すべき重要な問題がある」と述べ、TPP参加に応じられないとの立場を示唆した[32]。
- 2021年9月16日、オーストラリアはアメリカ、イギリスとの新たな安全保障の枠組みであるオーカスを発表。オーカスでは中国の海洋進出に対抗するために、オーストラリアが進めていた通常動力潜水艦建造計画を破棄、新たにアメリカの原子力潜水艦を導入することなどを示した。中国側は地域の安定に対する無責任な脅威だと非難した[33]。
- 2021年12月8日、アメリカが新疆ウイグル自治区における人権侵害を理由に2022年北京オリンピックの外交的ボイコットを発表すると、オーストラリアは他の同盟諸国に先駆けてボイコットに追随することを発表。中国側は強烈な不満を表明した[34]。

### 2023年
- 2023年1月、中国はオーストラリア産石炭の輸入を事実上再開した[35]。
- 2023年8月5日、中国はオーストラリア産大麦に課していた反ダンピング・補助金相殺関税を撤廃した[36]。
- 2023年11月6日、アルバニージー首相が中国を訪問。北京で習近平党総書記と李強国務院総理と会談した[37]。

### 2024年
- 2024年3月29日、中国はオーストラリア産ワインに課していた関税を撤廃した[38]。
- 2024年6月15日、中国の李強首相がオーストラリア訪問。豪州のジャイアントパンダについて、個体を変えて貸し出し続けることを表明[39]。また、アルバニージー首相と会談する中で、両国関係の全面回復を宣言した[40]。

### 2025年
- 2025年4月、米中貿易戦争が激化。アメリカはオーストラリアを含む各国に対して関税をかけることを表明する中で、特に、関係が悪化している中国に対しては125％の追加関税を課すことを表明した。駐オーストラリア中国大使の肖千は、シドニー・モーニング・ヘラルドへの寄稿文を通じ、「新たな状況下において、中国はオーストラリアと協力する用意がある」と表明したが、オーストラリアのリチャード・マールズ国防相は、豪・中が「共通の目的」の下に結束するという考えに否定的な考え方を示した[41]。